# Conseil d'État du canton de Lucerne
Pour les autres articles nationaux ou selon les autres juridictions, voir Conseil d'État.
Le Conseil d'État du canton de Lucerne (en allemand : Regierungsrat des Kantons Luzern) est le gouvernement du canton de Lucerne, en Suisse.

## Description
Le Conseil d'État est une autorité collégiale, composée de cinq membres. Il est dirigé par le président du gouvernement (Regierungspräsident), en son absence par le vice-président (Vizepräsident). Il se réunit en général une fois par semaine.
Chaque conseiller d'État est à la tête d'un département (en allemand : Departement). Les départements portent les noms suivants :
- Département des constructions, de l'environnement et de l'économie (Bau-, Umwelt und Wirtschaftsdepartement)
- Département de la formation et de la culture (Bildungs- und Kulturdepartement)
- Département des finances (Finanzdepartement)
- Département de la santé et des affaires sociales (Gesundheits- und Sozialdepartement)
- Département de la justice et de la sécurité (Justiz- und Sicherheitsdepartement).

## Élection
Les membres du Conseil d'État sont élus au scrutin majoritaire à deux tours pour une période de quatre ans. Leur élection doit coïncider avec celle du Conseil cantonal. Leur entrée en fonction est fixée au 1er juillet suivant les élections depuis la modification constitutionnelle de décembre 1958. La Constitution de 1875 prévoyait que les membres du gouvernement revêtaient leur fonction le 1er juin.
Le président et le vice-président sont élus pour un an par le Conseil cantonal. Leur mandat s'étend du 1er juillet au 30 juin et ils ne sont pas directement rééligibles.

## Composition actuelle (législature 2023-2027)
Élections : 2 avril (1er tour) et 14 mai (2e tour). Répartition des départements : 16 mai
- Ylfete Fanaj (PS), département de la justice et de la sécurité
- Armin Hartmann (UDC), département de la formation et de la culture

- Fabian Peter (PLR), département des constructions, de l'environnement et de l'économie
- Michaela Tschuor (Le Centre), département de la santé et des affaires sociales
- Reto Wyss (Le Centre), département des finances

### Législature 2019-2023
- Guido Graf (Le Centre), département de la santé et de l'action sociale
- Fabian Peter (PLR), département des constructions, de l'environnement et de l'économie
- Marcel Schwerzmann (sans parti), département des finances, président en 2021-2022
- Paul Winiker (UDC), département de la justice et de la sécurité, président en 2019-2020
- Reto Wyss (Le Centre), département de la formation et de la culture, président en 2020-2021

## Anciennes compositions

### Législature 2015-2019
- Guido Graf (PDC), département de la santé et de l'action sociale, président en 2017-2018

- Robert Küng (PLR), département de la construction, de l'environnement et de l'économie, président en 2018-2019

- Marcel Schwerzmann (sans parti), département des finances, président en 2016-2017

- Paul Winiker (UDC), département de la justice et de la sécurité

- Reto Wyss (PDC), département de la formation et de la culture, président en 2015-2016

### Législature 2011-2015
- Marcel Schwerzmann (sans parti), département des finances, président en 2011
- Guido Graf (PDC), département de la santé et des affaires sociales, président en 2013
- Robert Küng (PLR), département de la construction, de l'environnement et de l'économie, président en 2014
- Yvonne Schärli-Gerig (PS), département de la justice et de la sécurité, présidente en 2012
- Reto Wyss (PDC), département de la formation et de la culture

## Histoire
Succédant au Petit Conseil (Lucerne) de l'Ancien Régime, le Conseil d'État conserve d'abord le nom de Petit Conseil jusqu'en 1841, année de l'adoption de la nouvelle Constitution. Il est élu par le peuple depuis 1905.
En 1959, le PS accède pour la première fois au gouvernement avec Anton Muheim. La formule magique qui en résulte, à savoir quatre représentants du PDC, deux représentants du PRD/PLR et un représentant du PS, tient jusqu'en 2003.
Le 3 mai 1987, Brigitte Mürner-Gilli (PDC) devient la première femme élue à un gouvernement de Suisse centrale. Une initiative populaire de l'UDC qui réduit le nombre de conseillers d'État de sept à cinq est acceptée en 2002. Lors des élections de 2003, le PDC parvient à maintenir sa majorité absolue en décrochant trois sièges, mais il la perd deux ans plus tard, en 2005, lors d'une élection complémentaire, qui voit pour la première fois un représentant de l'UDC, Daniel Bühlmann, accéder au gouvernement. L'UDC perd son siège lors des élections de 2007 et ne le récupère qu'en 2015 avec Paul Winiker.
Jusqu'en 2007, le président du Conseil d'État portait le titre de Schultheiss (avoyer) et, jusqu'en 2015, il était élu pour une année calendaire. Brigitte Mürner-Gilli est la première femme à présider le gouvernement, en 1991-1992.